# Centrochthonius sichuanensis
Centrochthonius sichuanensis är en spindeldjursart som beskrevs av Wolfgang Schawaller 1995. Centrochthonius sichuanensis ingår i släktet Centrochthonius och familjen käkklokrypare. Inga underarter finns listade i Catalogue of Life.